# Neve Ativ
Nevé Ativ (en hebreo: נווה אטי"ב‎) es un asentamiento israelí organizado como un moshav situado en los Altos del Golán, en el Distrito Norte de Israel. Situado en las laderas del Monte Hermón, a 2 kilómetros al oeste de Majdal Shams, recae bajo la jurisdicción del Concejo Regional del Golán. En 2023 tenía una población de 227.
La comunidad internacional considera los asentamientos israelíes en los Altos del Golán ilegal según el derecho internacional, pero el gobierno israelí lo cuestiona.

## Historia
Israel y Siria libraron importantes batallas en el área en 1967 y 1973. Nevé Ativ se construyó en tierras de la aldea siria de Jubata ez-Zeit que fue destruida durante la Guerra de los Seis Días, cuyos habitantes huyeron a Siria. 
Nevé Ativ fue fundado el 20 de febrero de 1972, cuando los Altos del Golán formaban parte de la gobernación militar israelí, gobernada por un sistema de ocupación militar.
El nombre Ativ es un acrónimo de cuatro soldados caídos de la Unidad Egoz de las Fuerzas de Defensa de Israel muertos en acción en el Golán: Avraham Hameiri, Tuvia Ellinger, Yair Elegarnty y Benjamín Hadad. Nevé en hebreo significa oasis.
En 1981, en virtud de la Ley de los Altos del Golán, Israel aplicó el derecho civil israelí en el Altos del Golán (incluido Nevé Ativ). Esta ley fue condenada internacionalmente y por el Consejo de Seguridad de las Naciones Unidas.
En noviembre de 1996, un comedor del moshav fue incendiado y las paredes del edificio tenían pintadas "Abajo la ocupación" y "El Golán pertenece a Siria". Se creía que los drusos pro-sirios estaban detrás de esto.